# Franse hiphop
Franse hiphop is de Franse manifestatie van de culturele hiphopbeweging. Na de Verenigde Staten is Frankrijk de hiphopnatie van de wereld.
Nadat het genre overkwam uit de VS, heeft de Franse variant veel progressie geboekt en een eigen stijl ontwikkeld. De meeste teksten bestaan met name uit gewelddadige of politiek getinte teksten. De elementen van hiphop worden voornamelijk beoefend door jongeren van Afrikaanse afkomst uit de banlieues van de grote steden, waaronder Parijs, Lyon en Marseille.

## Geschiedenis

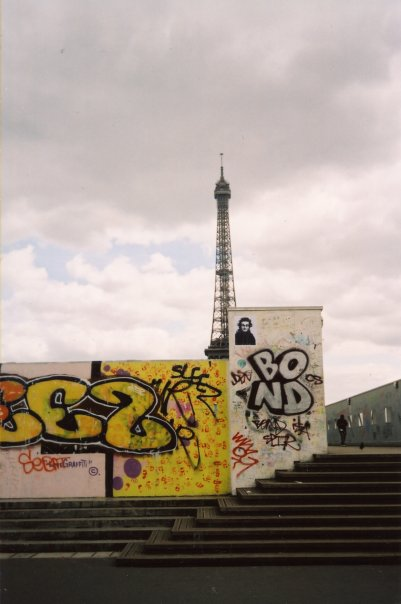
Graffiti in Parijs

Net als in de rest van Europa werd hiphop als beweging begin jaren 80 in Frankrijk verspreid. Graffiti, Rap en breakdancing werden zeer populair bij jongeren uit de grote steden als Parijs, Lyon, Rijsel, Le Havre, Straatsburg, Toulouse of Marseille. De rapscene begon pas duidelijk te ontstaan in 1984, toen door Amerikaanse invloeden radio- en de televisiezenders aandacht schonken aan rap en hiphop-gerelateerde programma's begonnen uit te zenden. Als gevolg hiervan werd hiphop razend populair onder jongeren en werden alle elementen door de jeugd beoefend.
Het duurde niet lang of de eerste Franse rappers kwamen eraan, namen als Dee Nasty, Richy (Nec Plus Ultra) en Lionel D werden begrippen. Aan het einde van de jaren 80 werden de eerste freestyles gerapt door groepen en artiesten als NTM, Assassin en MC Solaar in het tijdens het liveprogramma "Deenastyle" op Radio Nova. De Franse rapscene was ontstaan en er werden verschillende raps uitgebracht over onderwerpen als racisme, onzekerheid, werkloosheid of geweld. Rap kreeg steeds meer aandacht en zodoende ontstond er een markt voor rapartiesten.
Daar waar rap in de jaren 90 zich elders vooral laat beïnvloeden door de dominante Amerikaanse gangsta rap stroming, ontwikkelt het Franse rapcircuit zich verder op de hardcore rap stroming. Hierdoor heeft de Franse rap veel progressie geboekt en een eigen stijl ontwikkeld die zich kenmerkt door harde, compromisloze teksten en zware beats. De rapteksten zijn vaak kritisch en protesterend. Mede dankzij de grote en loyale aanhang onder de etnisch-culturele minderheden in de Franse banlieues, weten een aantal rappers en formaties in de jaren 90 en de vroege jaren 00 ondanks het gebrek aan airplay zich op te werken naar een populaire status. Een aantal groepen zijn IAM, Saïan Supa Crew, Fonky Family, Sniper en de Mafia K'1 Fry, maar ook artiesten als Booba, Kery James, Diam's, Rohff, Sinik en Rim'K.
Een aantal van deze artiesten maakt tegen de eeuwwisseling een overstap naar het bredere commerciëlere circuit. Vooral rappers als Diam's, Sinik en MC Solaar zijn vanaf dan veel terug te vinden in de Franse hitlijsten en genieten van een grote populariteit. Rappers als Booba, Rohff en de leden van de Ghetto Fabulous Gang laten zich inspireren door de Amerikaanse gangsta rap en gaan internationale samenwerkingen aan met artiesten als Akon, The Game en de rappers van Mobb Deep. Ook schieten ze videoclips in de Verenigde Staten. Dit levert grote commerciële successen op en de artiesten groeiden uit tot de bekendste rappers van Frankrijk.
Na jaren van grote commerciële successen en veel airplay, name tegen het einde van de jaren 00 de populariteit van rap onder het brede publiek enigszins af. Hoewel de Amerikaanse stijl grote commerciële successen heeft opgeleverd, wijzen critici en de lokale achterban erop dat deze stijl zich te veel zou afkeren van de originele Franse rapstroming. Rohff besloot naar aanleiding hiervan terug te keren naar zijn oudere stijl. Inmiddels lopen deze twee stromingen naast elkaar, maar begonnen rappers met de originele Franse hardcore rap de overhand te krijgen in de huidige scène. Deze rappers zijn voornamelijk van (Noord-)Afrikaanse afkomst. Het is dan niet ongebruikelijk dat deze artiesten refereren aan hun oorsprong door rap te mengen met Afrikaanse invloeden. Acts als Tandem, Psy 4 de la Rime, Medine, Kamelancien, Abd al Malik, Nessbeal, Sefyu en Despo Rutti maken hun opwachting, maar met name de rapveteraan Kery James groeit met het nummer "Le retour du rap français" (de terugkeer van Franse rap) uit tot een van de meest dominante rappers van Frankrijk.

## Departementen
Het is in de vier elementen van de Franse hiphop niet ongebruikelijk departementen te vertegenwoordigen. Het gebeurt dan ook dan het tweecijferige departementnummer veelal te vinden is in graffiti-kunst, kleding en in rapteksten. Ook bestaat er rivaliteit tussen meerdere departementen, waarin rappers betrokken kunnen raken bij een strijd, die in sommige gevallen uitlopen tot gewelddadige conflicten.

De departementen van Frankrijk.

Een overzicht van bekende departementen met prominente rappers/rapformaties:
| #  | Departement       | Prominente acts:                                                                   |
| -- | ----------------- | ---------------------------------------------------------------------------------- |
| 13 | Bouches-du-Rhône  | IAM, Soprano, Fonky Family, Psy 4 de la Rime, El Matador, L'algérino, Kenny Arkana |
| 28 | Eure-et-Loir      | Bakar                                                                              |
| 30 | Gard              | Légende Urbaine                                                                    |
| 31 | Haute-Garonne     | KDD, Dadoo, Sarrazin Crew, Narkotype                                               |
| 60 | Oise              | Alliance Ethnik, K-Mel                                                             |
| 69 | Rhône             | Pass Pass, Casus Belli, Gang du Lyonnais, Marechal, GSX                            |
| 75 | Parijs            | Assassin, Lord Kossity, Rockin' Squat, Sexion D'assaut, Mister You                 |
| 76 | Seine-Maritime    | Médine                                                                             |
| 78 | Yvelines          | La Fouine, VF Gang                                                                 |
| 91 | Essonne           | Diam's, Sinik, Al Peco, Disiz la Peste, Ol Kainry                                  |
| 92 | Hauts-de-Seine    | Booba, Saïan Supa Crew, Nessbeal, LIM                                              |
| 93 | Seine-Saint-Denis | Suprême NTM, Tandem, Sefyu, Mac Tyer, Joey Starr                                   |
| 94 | Val-de-Marne      | Mafia K'1 Fry, Kery James, Rohff, 113, MC Solaar, Kamelancien, Lacrim, Selim Du 94 |
| 95 | Val-d'Oise        | Sniper, Tunisiano, Aketo, Passi, Seth Gueko, Minister A.M.E.R.                     |